# Université publique de l'Artibonite aux Gonaïves
L'université publique de l'Artibonite aux Gonaïves (UPAG) est une université publique haïtienne située aux Les Gonaïves, fondée en 2007, jouissant de la personnalité morale, établie dans le cadre des lois portant sur l’Éducation nationale.

## Organisation
L'UPAG est composée de trois facultés :
- Faculté des sciences économiques, comptables et de gestion (FSECG);
- Faculté des sciences de l’éducation (FSED); et
- Faculté des sciences infirmières (FASI).

## Personnalités
- Jean Odile Étienne, recteur[2].